# Keystone Heights
Keystone Heights is een plaats (city) in de Amerikaanse staat Florida, en valt bestuurlijk gezien onder Bradford County en Clay County.

## Demografie
Bij de volkstelling in 2000 werd het aantal inwoners vastgesteld op 1349.
In 2006 is het aantal inwoners door het United States Census Bureau geschat op 1463, een stijging van 114 (8.5%).

## Geografie
Volgens het United States Census Bureau beslaat de plaats een oppervlakte van
12,0 km², waarvan 11,8 km² land en 0,2 km² water. Keystone Heights ligt op ongeveer 42 m boven zeeniveau.

## Plaatsen in de nabije omgeving
De onderstaande figuur toont nabijgelegen plaatsen in een straal van 32 km rond Keystone Heights.